# Швидкісна залізниця Мангайм — Штутгарт
49°06′58″ пн. ш. 8°40′02″ сх. д. / 49.116° пн. ш. 8.6672° сх. д.
Швидкісна залізниця Мангайм — Штутгарт (нім. Schnellfahrstrecke Mannheim–Stuttgart) — залізниця завдовжки 99 км у Німеччині, яка сполучає міста Мангайм і Штутгарт. 
Офіційне відкриття лінії відбулося 9 травня 1991 року, а сполучення «Intercity-Express» розпочалося 2 червня. 
Тоді ж була відкрита високошвидкісна залізниця Ганновер — Вюрцбург. 
На будівництво цієї залізниці було витрачено приблизно 4,5 мільярда німецьких марок, вона має 15 тунелів і понад 90 мостів.

## Планування
Планування нової залізниця між Мангаймом і Штутгартом (двома найбільшими містами Баден-Вюртемберга) розпочалося в 1970 році. 
Залізничні колії, які вона замінила, повторювали рельєф місцевості та слідували річкам і долинам, що призводило до крутих ухилів і гострих кривих і, отже, непридатних для швидкісних поїздів. 
Федеральний транспортний план 1973 року містив наступні мінімальні вимоги до змішаного руху для розміщення важких, повільних вантажних поїздів і легких швидких пасажирських поїздів:
- максимальний ухил 1,25% (іноді 2,0%)
- криві з невеликим вильотом і мінімальним радіусом від 4800 до 7000 м
- максимальна швидкість на лінії від 250 до 300 км/год
- середні витрати на будівництво від 30 до 50 мільйонів німецьких марок за кілометр
- сполучення між двома залізничними вузлами.

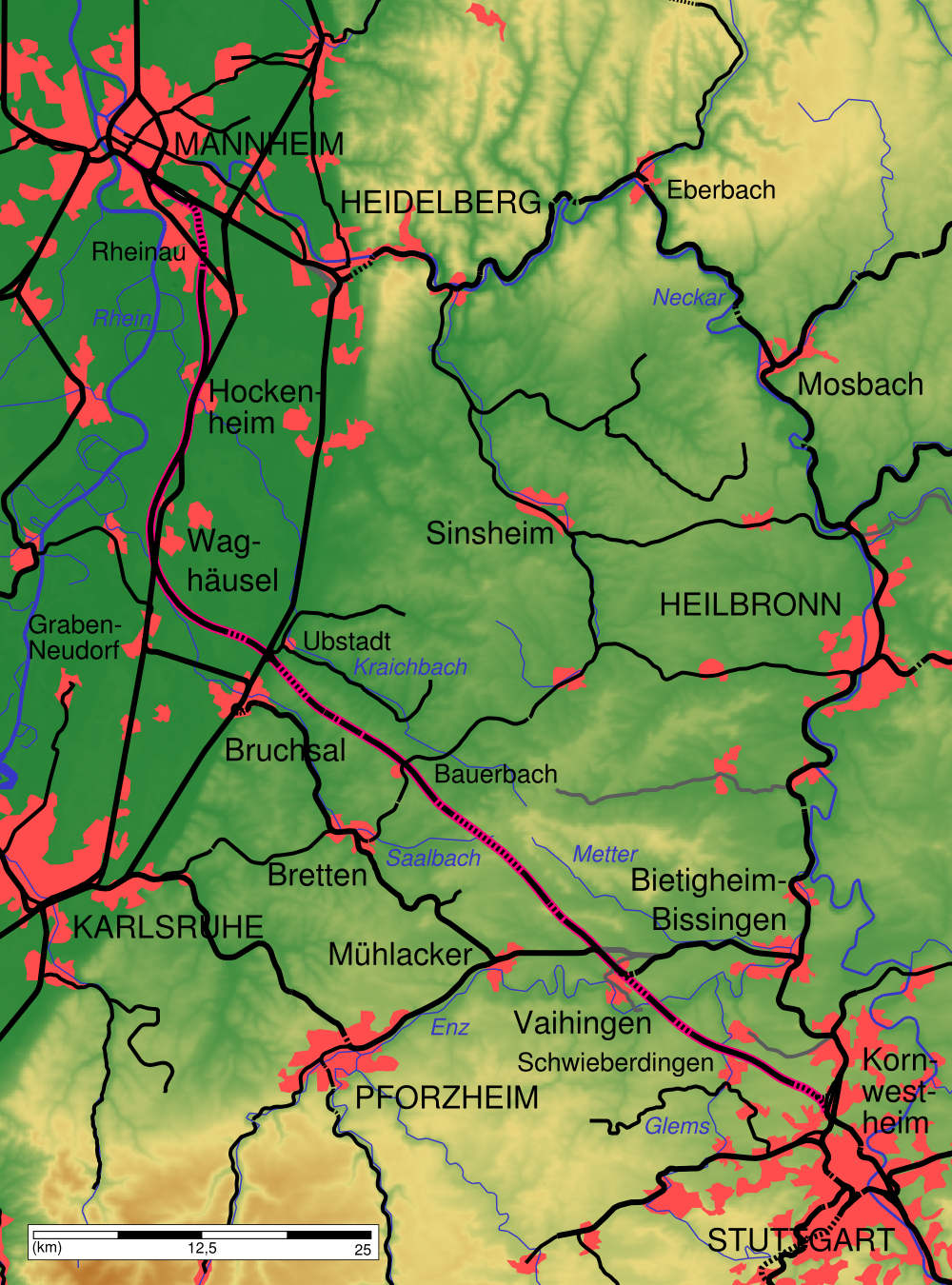
Схема маршруту

Щоб виконати ці вимоги, необхідно було побудувати велику кількість споруд, таких як мости та тунелі.
Крім того, довелося шукати нову технологію: тунель Форст по всій своїй довжині знаходиться нижче рівня ґрунтових вод і потребує нової технології водовідведення. 
Фройденштайнський тунель проходить через пористі товщі гірських порід, які протікають в результаті проливних дощів на схилах над ним. 
Ця геологічна особливість вимагала дорогих засобів захисту, які були використані вперше.
Перша заява про планування маршруту Мангайм — Штутгарт була опублікована в 1974 році. 
Федеральне міністерство транспорту видало дозвіл на будівництво в 1975 році, а будівництво розпочалося в 1976 році. 
Понад 6000 заперечень призвели до деяких змін маршруту під час будівництва. 
Будівництво деяких дільниць часом повністю припинялося. 
У семи місцях протести прилеглих мешканців призвели до будівництва тунелів мілкого закладення. 
Найдовшим тунелем такого типу був Пфінгстберзький тунель, який веде через ліс, оголошений водоохоронною зоною, поблизу Мангайм-Рейнау .
Маршрут має (порівняно низький) максимальний градієнт 12,5 на тисячу з кривими, які мають нормальний радіус 7000 м і мінімальний радіус 5100 м. Підйоми обмежені максимум 80 мм. 
Проектна швидкість для поїздів ICE становить 300 км/год, місцями обмежена до 250 км/год. 
Для запланованих операцій спільного використання траси пасажирськими і вантажними поїздами, а також для операцій з технічного обслуговування були передбачені роз'їзди кожні п’ять-сім кілометрів.

## Будівництво
Першу дистанцію завершено 31 травня 1987 року між вузлом Рейнської залізниці в Мангеймі та Грабен-Нойдорфом . 
 
Остання секція — друга галерея Фройденштайнського тунелю, яка завершена за кілька місяців до відкриття всієї лінії. 

Комерційна експлуатація почалася в 1991 році.
Перед початком пасажирських перевезень було здійснено дві тисячі випробувальних рейсів для ознайомлення водіїв з технічними характеристиками водіння на високошвидкісних трасах, такими як сигналізація в кабіні та запобігання застосуванню екстреного гальмування. 

## Операції
Залізниця Мангайм — Штутгарт відкрита для комерційних операцій 9 травня 1991 року, а перший рейс ICE на цьому маршруті відбувся 2 червня. Максимальна швидкість спочатку становила 250 км/год з 280 км/год, дозволених для подолання затримок. 

Максимальна швидкість наразі становить 250 км/год незалежно чи є затримки чи ні. 
Відкриття лінії скоротило час у дорозі від Мангайма до Штутгарта з 90 до 44 хвилин в 1991 році. 
До 2007 року час у дорозі було скорочено ще до 35–38 хвилин.
З моменту відкриття на цьому маршруті працюють лінії ICE:
- Лінія 11: Берлін-Східний, Берлін-Головний, Берлін-Шпандау, Брауншвайг, Кассель-Вільгельмсгее, Фульда, Франкфурт-на-Майні, Мангайм, Штутгарт, Ульм, Аугсбург і Мюнхен (відправлення кожні дві години в обидва кінці)
- Лінія 22: Гамбург, Ганновер, Геттінген, Кассель-Вільгельмсгее, Фульда, Франкфурт, Мангайм, Штутгарт (відправлення кожні дві години в обидва кінці)
- Лінія 42: Амстердам/Дортмунд, Дуйсбург, Дюссельдорф, Кельн, Франкфуртський аеропорт – Мангайм, Штутгарт, Ульм, Аугсбург і Мюнхен (відправлення кожні дві години в обидва кінці)

Потяги, що курсують між Гайдельбергом і Карлсруе (включно з TGV), також використовують північну частину цього маршруту.
Хоча роз'їзди збудовані кожні 5-7 км, щоб дозволити вантажним поїздам курсувати на тій самій лінії та в той самий час, що й пасажирські поїзди, їх трафік перенесено на ніч, коли пасажирські поїзди не курсують.